# Clos de Can Benet
El Clos de Can Benet és un jaciment arqueològic de l'època romana que es troba a Cabrera de Mar (el Maresme)
, inclòs a l'Inventari del Patrimoni Arqueològic i Paleontològic de Catalunya.

## Accès
S'accedeix mitjançant la carretera B-5021. La zona de Can Benet es trobà al centre del nucli urbà de Cabrera de Mar, actualment urbanitzada en la seva totalitat.

## Història
A partir de l'any 1999, l'inici de les obres destinades a construir una nova zona esportiva a Cabrera de Mar, va comportar l'excavació del subsòl que va permetre localitzar tot un seguit d'estructures d'hàbitat corresponents a 4 fases d'ocupació, datables entre el darrer quart del segle II a.C. (entre els anys 135-125 a.C) i el primer quart del segle I a.C. (80-70 a.C)

## Descripció
Aquest conjunt habitacional, que el director de l'excavació de l'any 1999-2000 relaciona amb Ca l'Arnau, està format per una part senyorial, amb mosaics de gran qualitat que continuen sota del camí asfaltat al sud del jaciment, i una part de servei, que pateix algunes reformes, destinat a l'ús com a magatzem o cuina.
La primera fase correspon a un nivell d'ús i tot un seguit de cubetes excavades al terra verge, plenes de cendra, a més d'un canal que travessava el jaciment de nord a sud. Aquest seguit d'estructures s'interpretaren com una mena d'assentament metal·lúrgic del darrer quart del segle II a.C.
A la segona fase corresponen un seguit de parets que s'articulen a partir del mur que tanca tot el recinte i que dóna directament a la riera. Són murs de granit que articulen l'assentament en terrasses. És possible que funcionessin a la mateixa vegada que les estructures de la primera fase. A les fases de fonamentació d'aquests murs s'ha trobat molt material ceràmic. Es pot datar aquesta segona fase del darrer quart del segle II a.C.
La tercera fase correspon a tot un seguit de parets d'esquist que amortitzen les estructures de la primera fase i que es recolzen en els murs de la segona fase. Es troben algunes llars relacionades amb aquestes estructures i un enterrament infantil sota el paviment d'una de les habitacions. La manca de material associat a aquestes estructures no permet concloure una datació aproximada per aquesta fase.
La quarta fase correspon a les estructures pertanyents a una domus romana que talla les estructures de la segona i de la tercera fase. Es constaten murs fets amb grans pedres i dos paviments d'opus signinum teselatum. Sembla que la datació seria del voltant del primer quart del segle I a.C.
A part d'aquestes quatre fases, cal destacar una paret circular que s'assenta sobre els nivells d'abandonament del jaciment.
També cal esmentar l'existència d'una enorme forat oval a l'extrem nord del jaciment, farcit amb ossos, carbons, cendres i ceràmica, també datat del darrer quart del segle I a.C.
Actualment, les estructures estan consolidades i museïtzades i són obertes al públic.